# کوه جینبا
کوه جینبا (به ژاپنی: 陣馬山 Jinba-san) در منطقه هاچی‌اوجی در منطقه تامای توکیو و همچنین استان کاناگاوا در کشور ژاپن قرار دارد. ارتفاع این کوه ۸۵۷ متر است. در قلهٔ کوه جینبا، مجسمهٔ اسبی سفید و بزرگ در محوطه‌ای باز و وسیع نصب شده‌است. از قلهٔ این کوه، کوه فوجی به‌خوبی دیده می‌شود. در داخل جنگل‌های این کوه حیواناتی نظیر میمون و گراز زیست می‌کنند بنابراین توصیه می‌شود که خارج شدن از مسیر راهپیمایی و رفتن به داخل جنگل خودداری شود.

## دسترسی به کوه
ایستگاه فوجینو نقطهٔ آغازین سه مسیر مختلف است. برای رسیدن به نقطهٔ آغازین مسیر کوه‌پیمایی در ایستگاه فوجینو می‌توان از خطوط قطار جی‌آر و از خط چواوهونسن استفاده کرد. از ایستگاه شینجوکو در داخل توکیو تا ایستگاه فوجینو در حدود ۱ ساعت و ۱ دقیقه با قطار طول می‌کشد.
برای شروع مسیر کوهپیمایی، ابتدا باید از ایستگاه فوجینو به‌طرف چپ رفته و از تقاطع قطار رد شد. بعد از تقاطع قطار تونلی قرار دارد. پس از رد شدن از تونل، باید در حدود ۳۰ دقیقه در طول خیابان ۵۲۲ راهپیمایی کرد تا به راه ورودی قلهٔ جینبا رسید. بر دهنهٔ ورودی این راه، سنگ بزرگ صیقل‌یافته‌ای قرار دارد که بر روی آن عبارت «陣馬山登山口» نوشته شده‌است. 
- ۱. مسیر ایچینواُونه (پشته کوه ایچینو)[پ ۷] با فاصلهٔ کمی بعد از این سنگ در طرف چپ قرار دارد تا  قلهٔ کوه ۱ ساعت و ۴۰ دقیقه وقت می‌برد، در ابتدا مسیر خانه‌های مسکونی وجود دارد. مسیر باید با توجه به علامات راهنما پیموده شود.
- ۲. مسیر توچییااُونه (پشته کوه توچییا)[پ ۸] در جاده‌ای که در سمت راست راه ورودی قلهٔ جینبا وجود دارد، اگر در حدود نیم ساعت راهپیمایی شود، بر سر یک دوراهی  یک تابلوی راهنما  قرار گرفته و دو راه صعود که یکی ۱ ساعت و ۵۵ دقیقه و دیگری ۱ ساعت و ۲۰ دقیقه است، نوشته شده‌است. راه کوتاه‌تر مناظر زیبایی دارد و پیمودن آن نیز سهل‌تراست.
- ۳. مسیر ناراکواُونه (پشته کوه ناراکو)[پ ۹] 　طی این مسیر تا قله  ۱ ساعت و ۵۵ دقیقه طول می کشد. این مسیر بسیار خلوت است و شیب تندی بطرف بالا دارد.
- ۴. ایستگاه ساگامیکو[پ ۱۰] این ایستگاه در جوار ایستگاه فوجینو قرار دارد و تا رسیدن به قله در حدود ۲ ساعت و ۲۵ دقیقه راهپیمایی لازم است. در ابتدا مسیر معبد یوسه[پ ۱۱] واقع شده‌است.
- ۵. ایستگاه تاکائو[پ ۱۲] و سپس با اتوبوس باید به ایستگاه اتوبوس جینباتاکاهاراشیتا[پ ۱۳] در دامنهٔ کوه جینبا رفت. طی این مسیر با اتوبوس ۳۶ دقیقه طول می‌کشد. ابتدای مسیر در جاده است و شیب داخل کوه این مسیر بسیار تند است. طی این مسیر تا قله ۲ساعت و ۱۰ دقیقه طول می‌کشد.
- ۶. ایستگاه اتوبوس وادا[پ ۱۴] در خیابان ۵۲۱ که در ادامهٔ خیابان ۵۲۲ می‌باشد، واقع شده‌است. از ایستگاه فوجینو برای پیمودن راه تا ایستگاه اتوبوس وادا می‌توان از اتوبوس استفاده کرد. برای کسانی که از ماشین شخصی استفاده می‌کنند، این مسیر مناسب است. این راه نزدیکترین مسیر تا قله است. 　[۱]

## نگارخانه

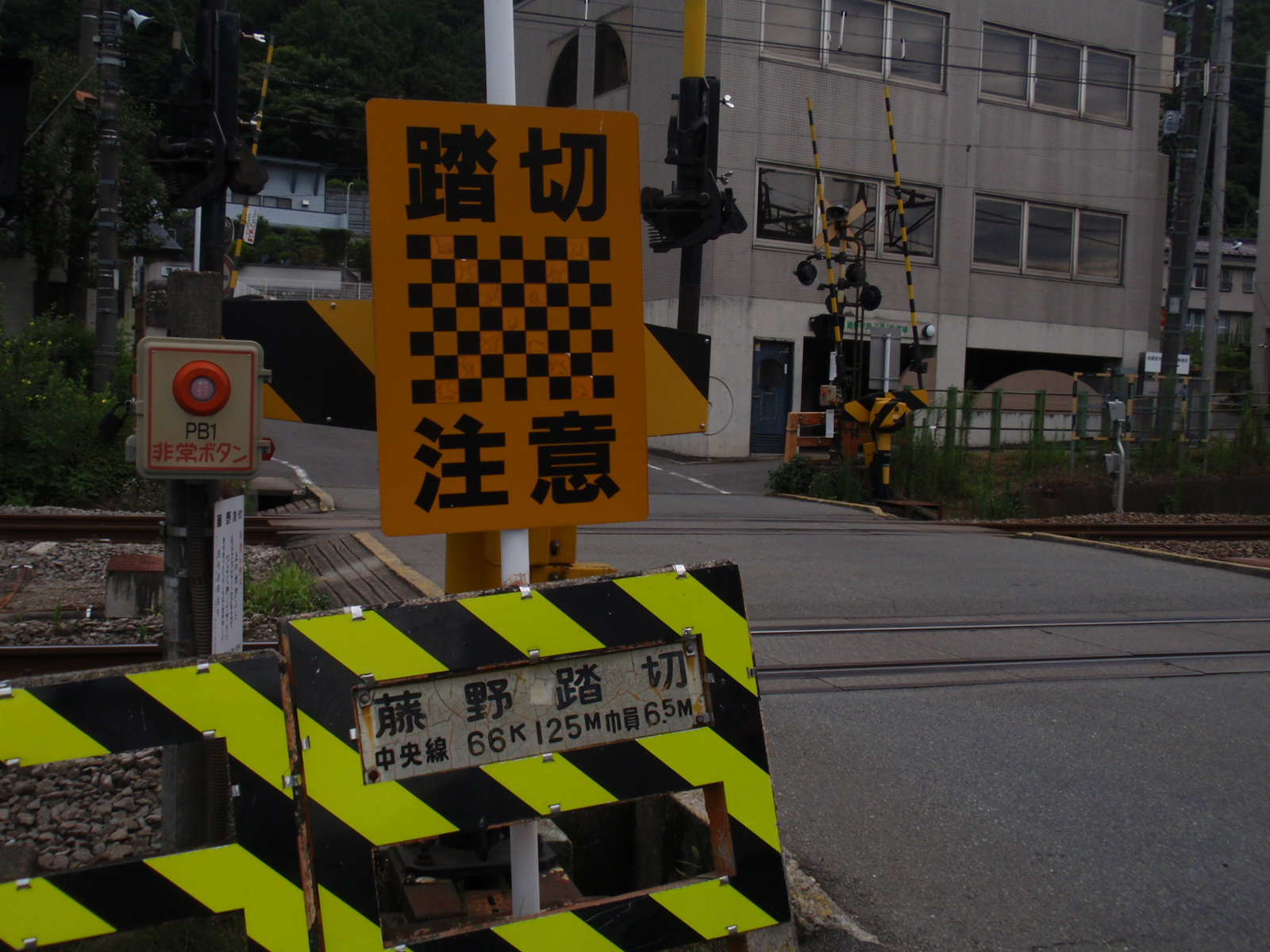
تقاطع راه‌آهن واقع در سمت چپ ایستگاه فوجینو. این تقاطع قبل از تونل و در خیابان ۵۲۲ واقع شده‌است.
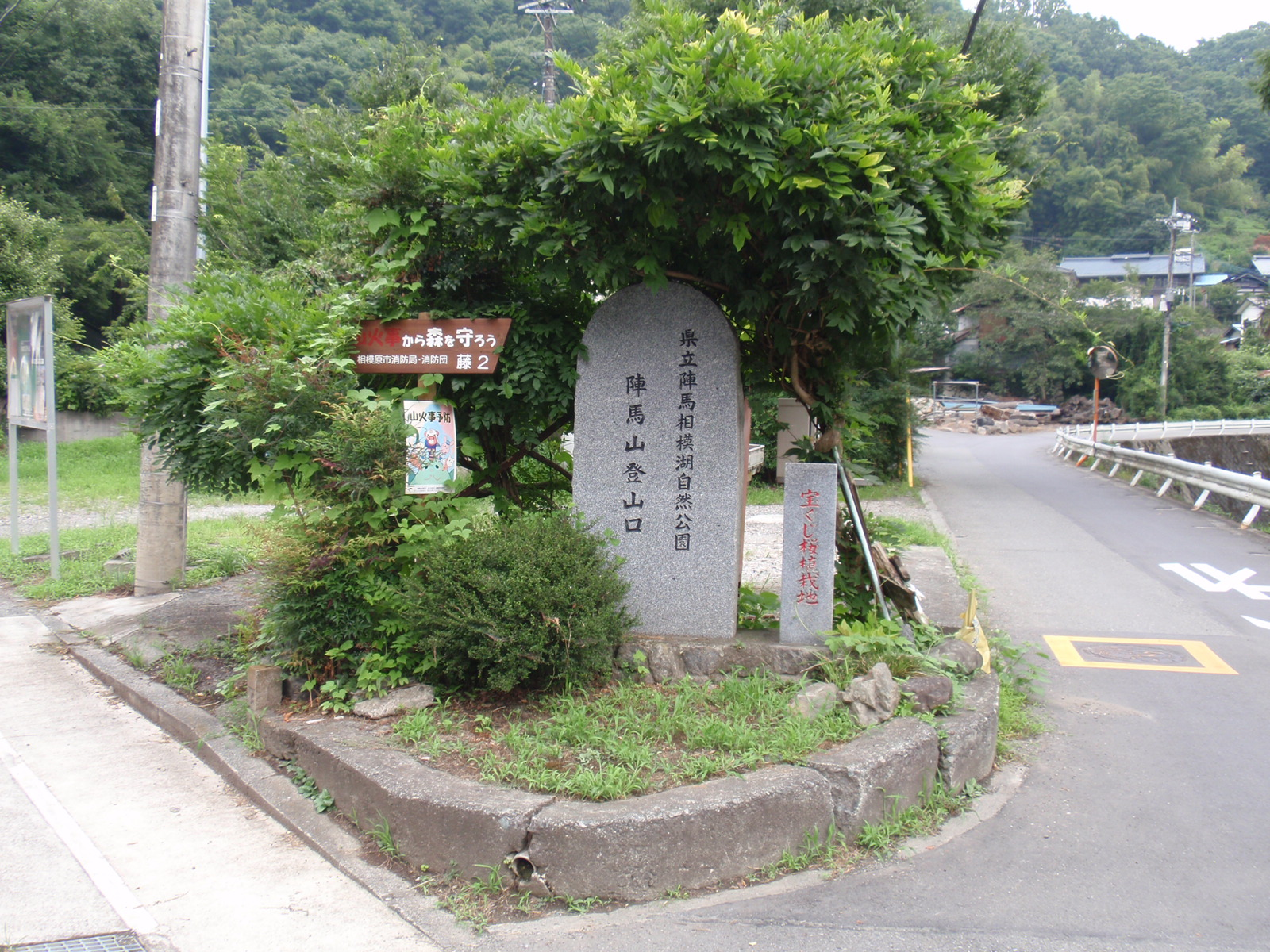
راه ورودی قلهٔ جینبا (陣馬山登山口)
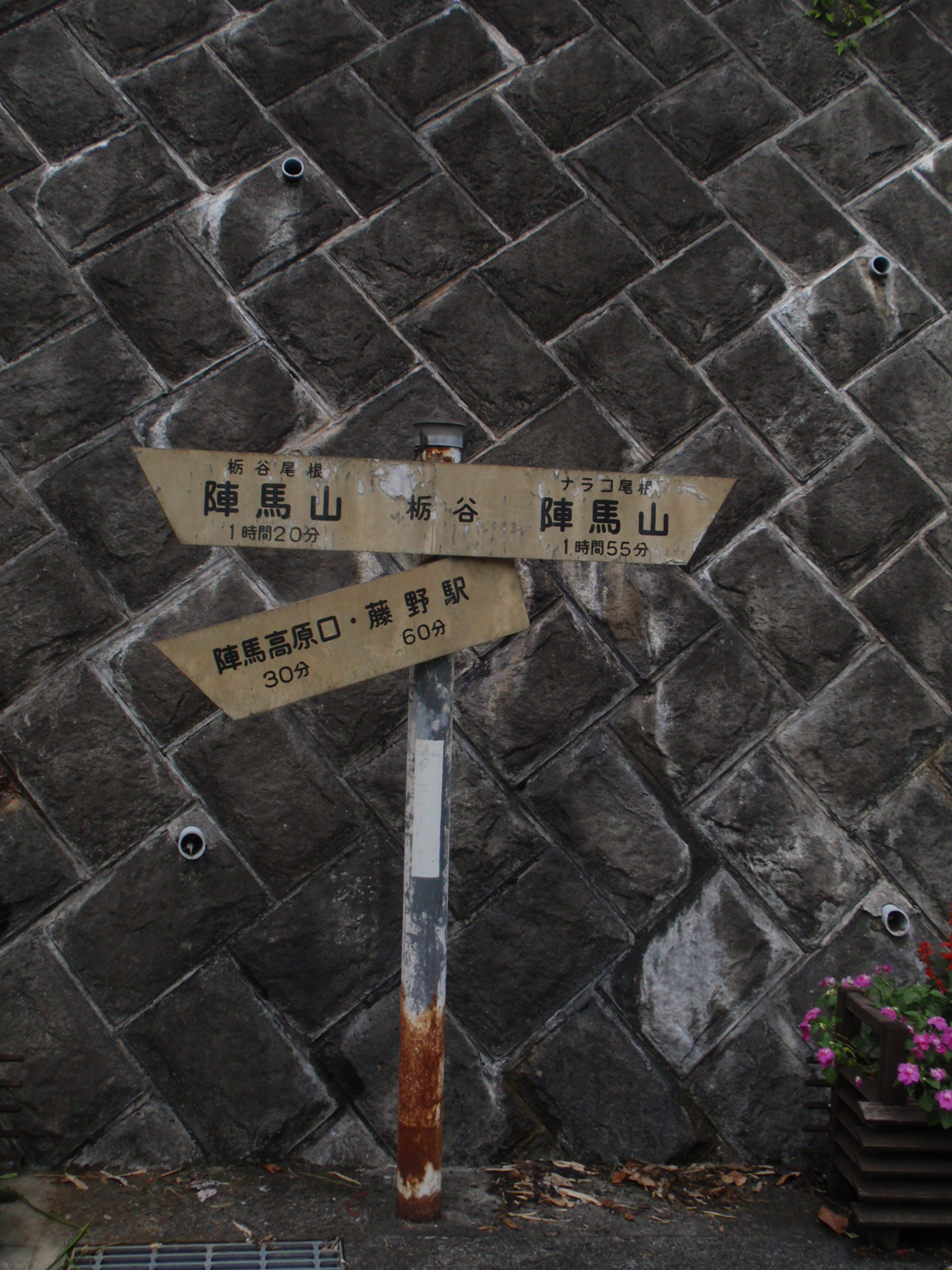
تابلوی راهنمایی که دو راهی مسیر توچییااُونه و مسیر ایچینواونه را نشان می‌دهد.
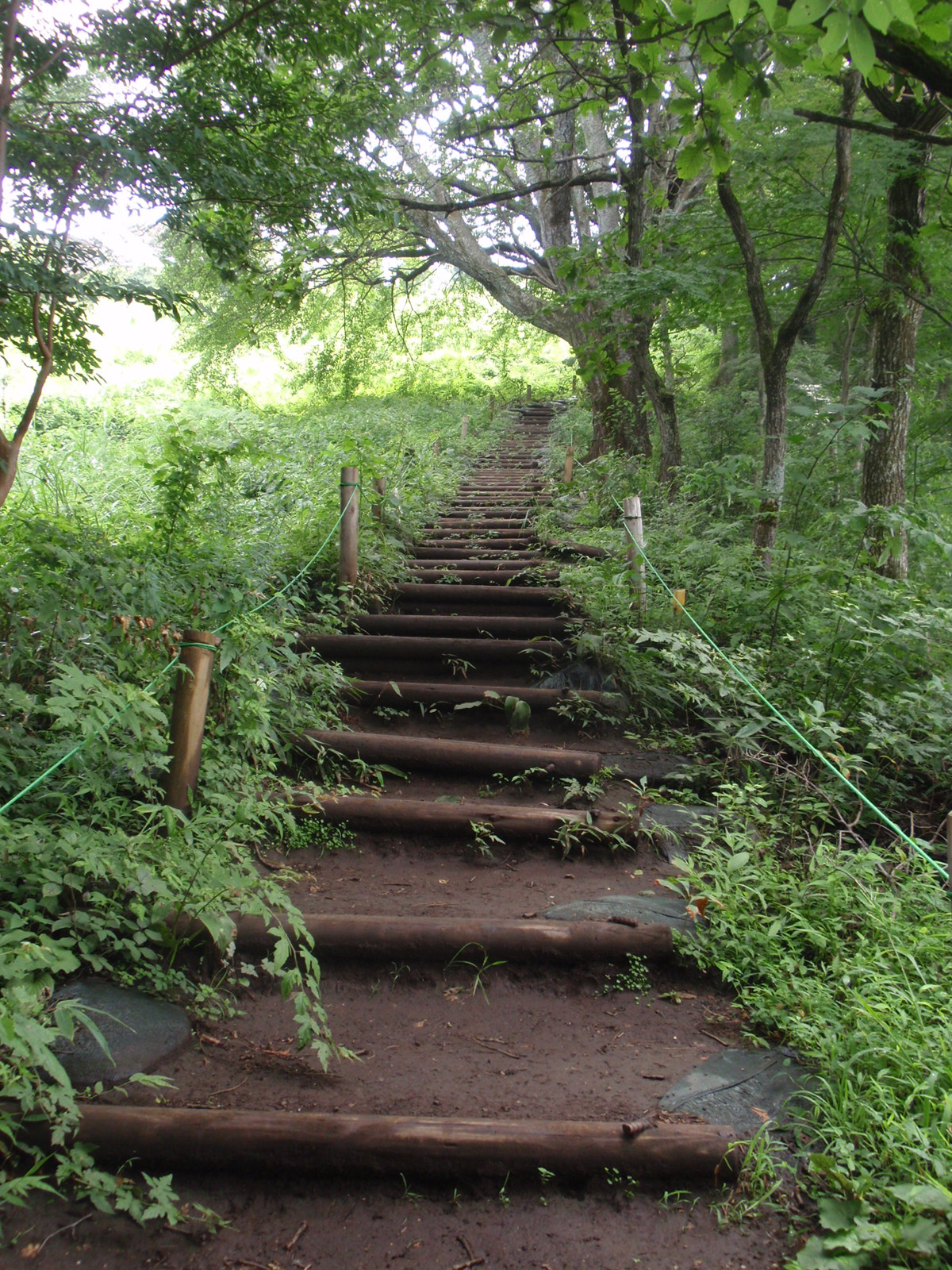
مسیر ایچینواونه.
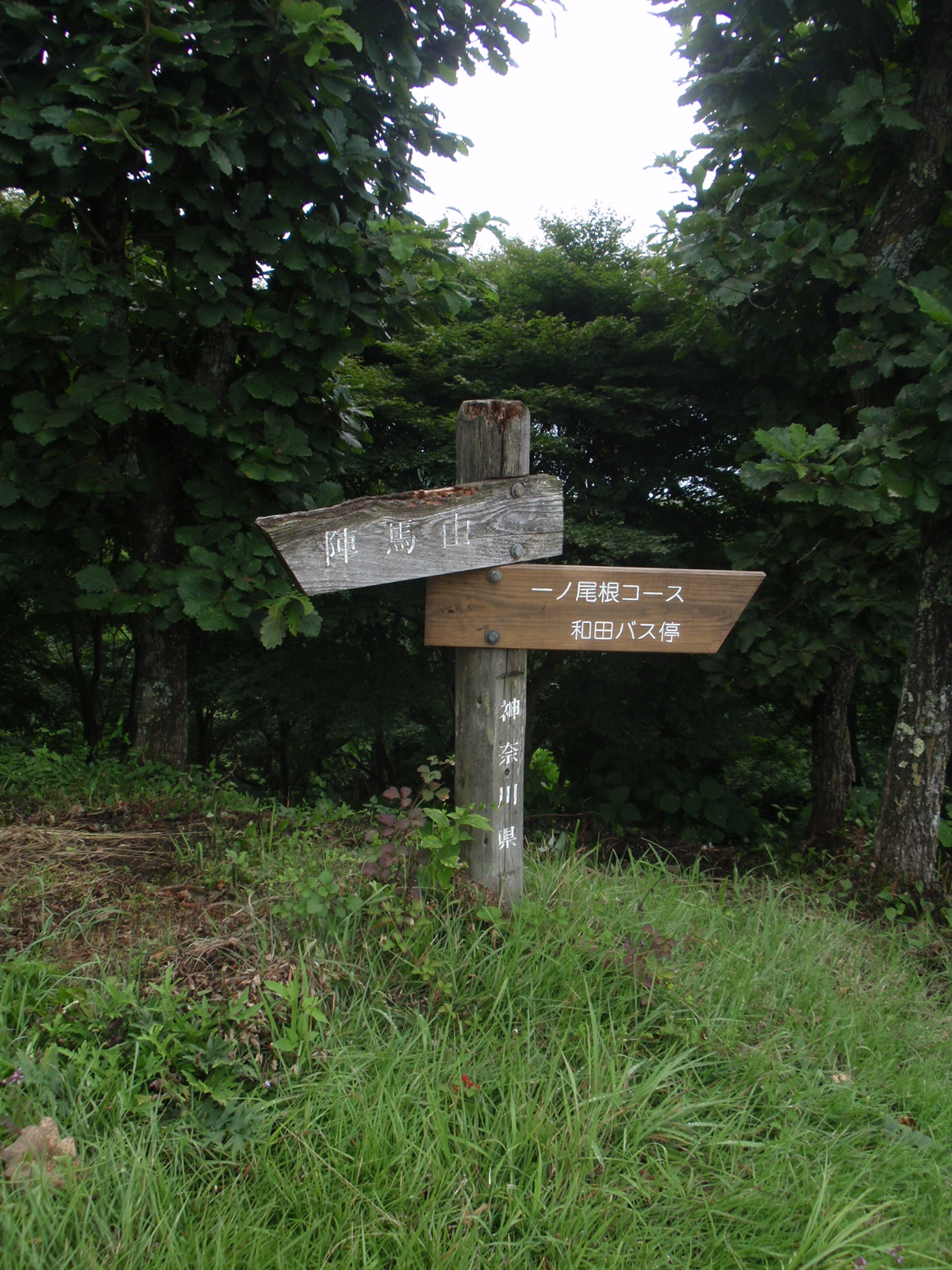
مسیر ایچینواُونه.
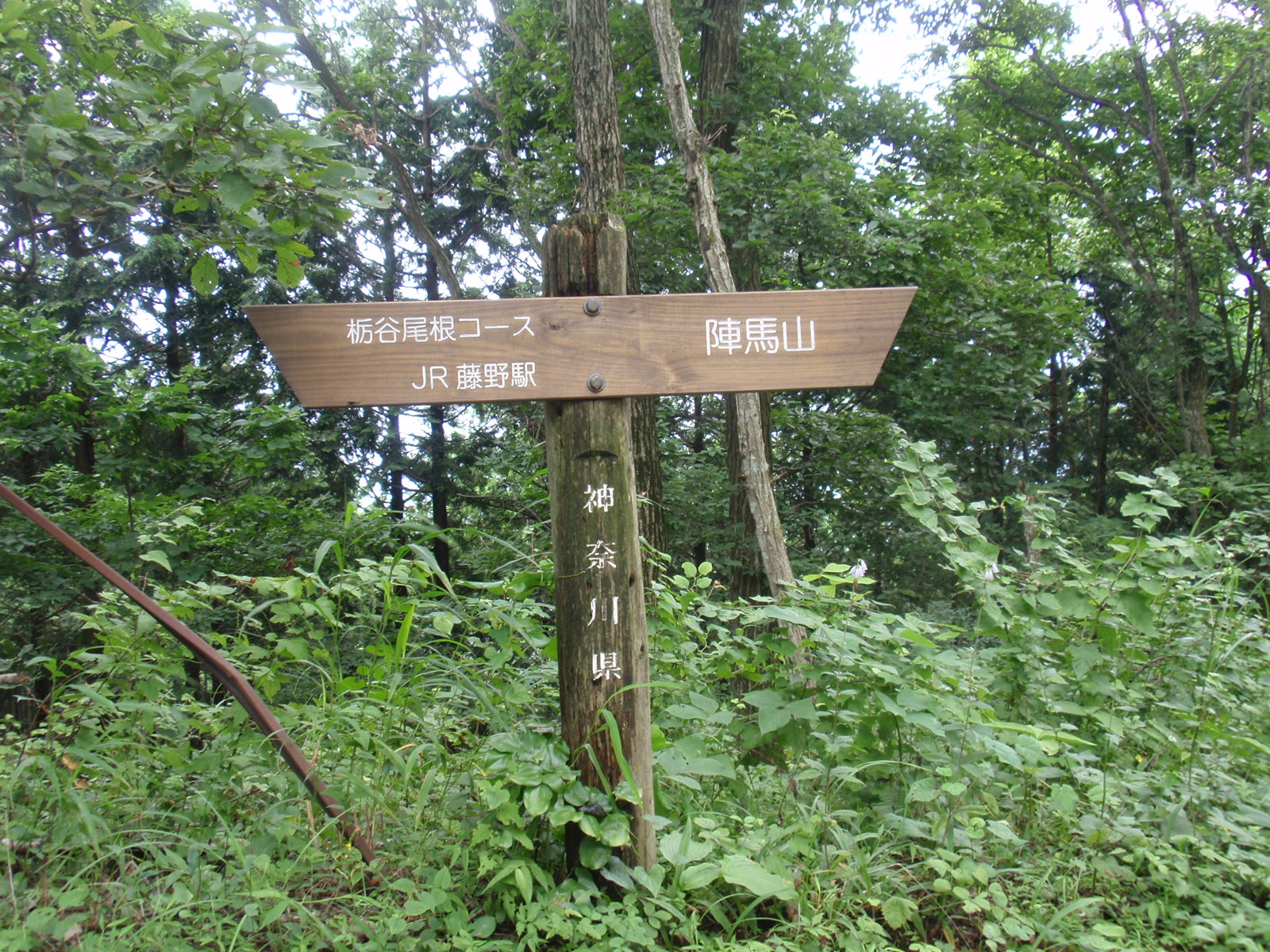
مسیر توچییااُونه.
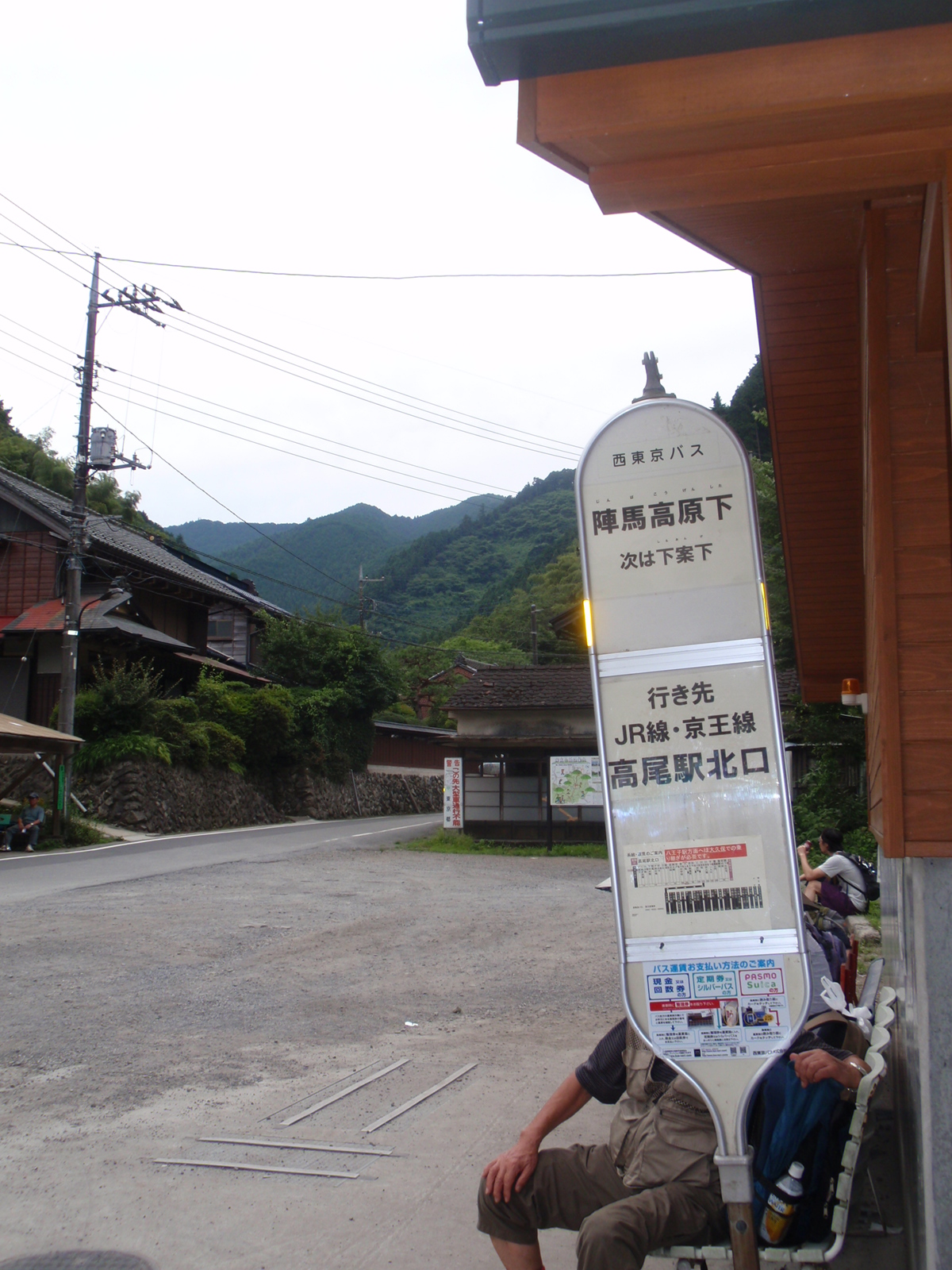
ایستگاه اتوبوس جینباتاکاگنشیتا.
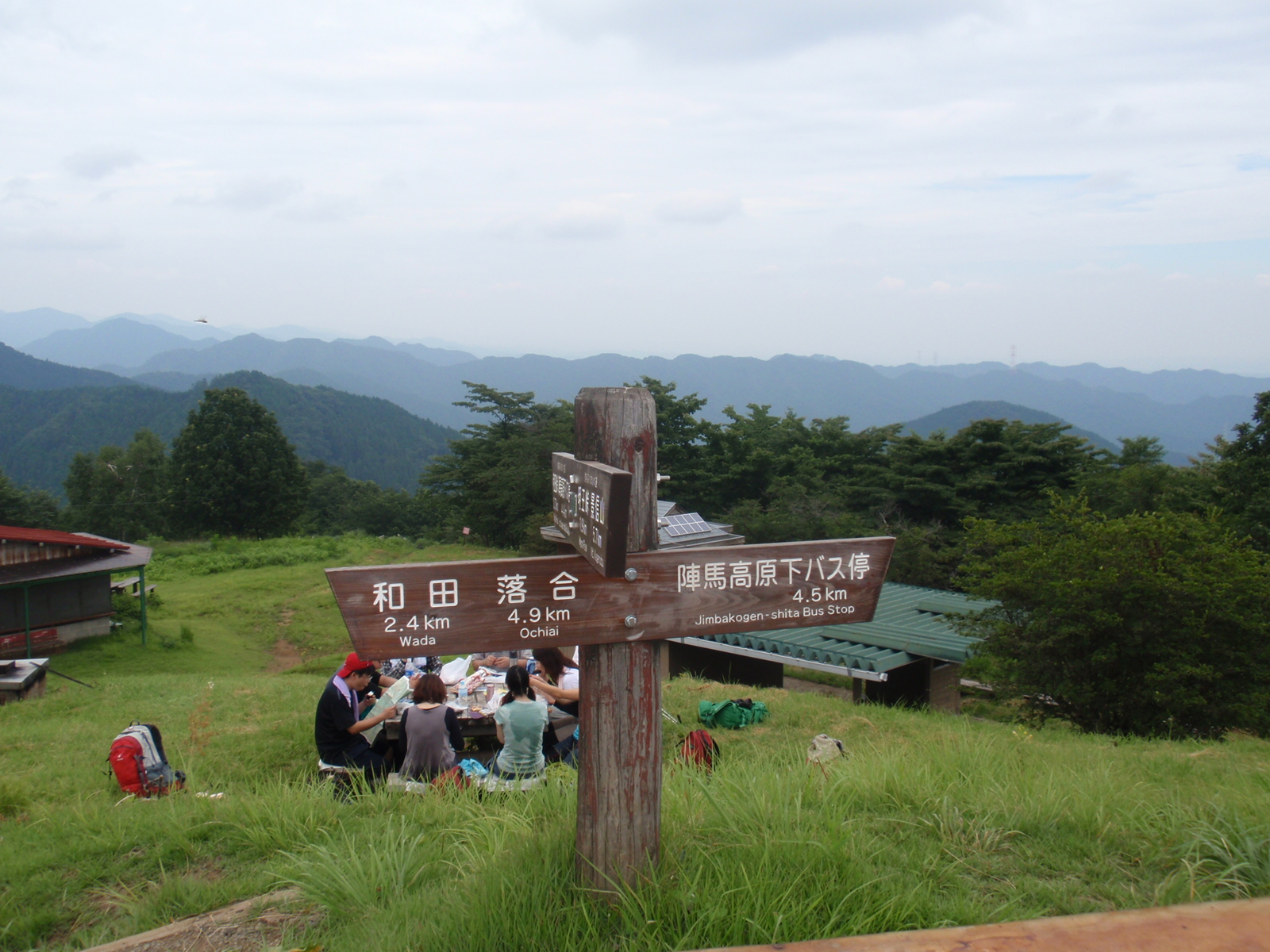
محوطهٔ قلهٔ کوه جینبا.

## برابرهای ژاپنی
1. ↑  神奈川県
2. ↑  藤野駅
3. ↑  中央本線
4. ↑  新宿
5. ↑  藤野駅
6. ↑  陣馬山登山口
7. ↑  一ノ尾根
8. ↑  栃谷尾根
9. ↑  奈良子尾根
10. ↑  相模湖
11. ↑  与瀬神社
12. ↑  高尾駅 (東京都)
13. ↑  陣馬高原下バス亭
14. ↑  和田バス亭